# Dmitrij Riabyszew
Dmitrij Iwanowicz Riabyszew (ros. Дми́трий Ива́нович Ря́бышев, ur. 11 lutego?/23 lutego 1894 w chutorze Kołotowka w Obwodzie Wojska Dońskiego, zm. 18 listopada 1985 w Rostowie nad Donem) – radziecki dowódca wojskowy, generał porucznik.

## Życiorys
Urodzony w rodzinie kozackiej. W lipcu 1915 został powołany do rosyjskiej armii, brał udział w I wojnie światowej jako żołnierz 2 Dońskiego pułku kozaków, walczył na Froncie Zachodnim. 
W październiku 1917 został agitatorem oddziału ochrony praw pracowniczych Kozaków, w styczniu 1918 dowódcą agitacyjno-rewolucyjnego oddziału „Słowem i Czynem”, w lipcu 1918 wstąpił do Armii Czerwonej i został dowódcą plutonu, potem zastępcą dowódcy i dowódcą szwadronu. Od maja do sierpnia 1919 był zastępcą dowódcy 21 pułku kawalerii, od sierpnia do listopada 1919 tymczasowym dowódcą pułku, później zastępcą dowódcy i cz.p.o. dowódcy 2 Brygady 4 Dywizji Kawalerii 1 Armii Konnej, a od lipca 1920 dowódcą 3 Brygady 14 Dywizji Kawaleryjskiej na Północnym Kaukazie. Walczył na Froncie Południowym przeciw wojskom Kaledina, Krasnowa, Denikina, Wrangla i powstańcom Nestora Machno na Ukrainie. We wrześniu 1923 ukończył kursy Wojskowej Akademii Armii Czerwonej i został dowódcą 41 Brygady 14 Dywizji Kawaleryjskiej Północnokaukaskiego Okręgu Wojskowego, we wrześniu 1925 ukończył kursy doskonalenia wyższej kadry dowódczej Armii Czerwonej i został dowódcą 3 Brygady 10 Dywizji Kawalerii, potem dowódcą 1 Brygady 11 Północno-Kaukaskiej Dywizji Kawalerii. W październiku 1928 został dowódcą brygady KUWNAS, w maju 1929 ponownie został dowódcą 1 Brygady 11 Północno-Kaukaskiej Dywizji Kawalerii, a w listopadzie 1929 cz. p.o. dowódcy 11 Północno-Kaukaskiej Dywizji Kawalerii, w styczniu 1930 został skierowany do służby w Środkowoazjatyckim Okręgu Wojskowym. Dowodził 8 Samodzielną Kawaleryjską Brygadą Turkiestańską, w październiku 1932 został dowódcą i komisarzem 8 Turkiestańskiej Dywizji Górsko-Kawaleryjskiej, brał udział w likwidacji ruchu basmaczy.
W listopadzie 1935 ukończył Akademię Wojskową im. Frunzego i został komenderowany do Inspekcji Kawalerii Armii Czerwonej, od maja 1936 do września 1937 był dowódcą i komisarzem 13 Dońskiej Terytorialnej Dywizji Kozackiej, od września 1937 do czerwca 1941 dowódcą 1 Korpusu Kawalerii Kijowskiego Okręgu Wojskowego, w czerwcu 1940 otrzymał stopień generała porucznika. W lipcu 1941 został dowódcą nowo utworzonej 38 Armii, od sierpnia do listopada 1941 dowodził Frontem Południowym, od listopada 1941 do marca 1942 dowodził 57 Armią Rezerwową, w styczniu 1942 na jej czele brał udział w operacji barwienkowsko-łozowskiej, od marca do 3 lipca 1942 dowodził 28 Armią Frontu Południowo-Zachodniego i skierowany do dyspozycji Stawki Najwyższego Naczelnego Dowództwa, później ukończył kursy przy Wyższej Akademii Wojskowej im. Woroszyłowa. W maju 1943 dowodził 3 Armią Rezerwową, od maja 1943 do stycznia 1944 był zastępcą dowódcy 3 Gwardyjskiej Armii Frontu Południowo-Zachodniego/4 Frontu Ukraińskiego, uczestniczył w operacji zaczepnej w Donbasie, w październiku 1943 tymczasowo dowodził 3 Armią Rezerwową, która brała wówczas udział w działaniach bojowych mających na celu przełamanie obrony przeciwnika na Zaporożu, w styczniu 1944 został (do marca 1944) dowódcą 34 Gwardyjskiego Korpusu Piechoty, który uczestniczył w nikopolsko-krzyworoskiej operacji zaczepnej i wyzwoleniu Nikopola. W lutym 1944 tymczasowo dowodził 3 Gwardyjską Armią Rezerwy Stawki Najwyższego Naczelnego Dowództwa. Od marca do czerwca 1944 dowodził 3 Gwardyjskim Korpusem Piechoty w składzie 5 Armii Uderzeniowej 3 Frontu Ukraińskiego, 6 czerwca 1944 został przedstawicielem Stawki przy 65 Armii 3 Froncie Białoruskim, brał udział w operacji bobrujskiej, od lipca 1944 dowodził 114 Korpusem Piechoty w składzie 70 Armii 1 Frontu Białoruskiego, uczestniczył w operacji lubelsko-brzeskiej. W listopadzie 1944 wraz z korpusem został przeniesiony do 2 Frontu Białoruskiego, brał udział w operacji wschodniopruskiej, pomorskiej i berlińskiej.
W lipcu 1945 został dowódcą 116 Korpusu Piechoty w Grupie Wojsk Radzieckich w Niemczech, od lutego do września 1946 dowodził 14 Gwardyjskim Korpusem Piechoty Charkowskiego Okręgu Terytorialnego, od września 1946 do września 1947 był zastępcą dowódcy wojsk Wschodniosyberyjskiego Okręgu Wojskowego, następnie został zwolniony ze służby z powodu choroby.

## Odznaczenia
- Order Lenina (trzykrotnie)
- Order Rewolucji Październikowej
- Order Czerwonego Sztandaru (pięciokrotnie)
- Order Bohdana Chmielnickiego I klasy
- Order Suworowa II klasy
- Order Kutuzowa II klasy
- Order Czerwonej Gwiazdy
- Medal „Za zwycięstwo nad Niemcami w Wielkiej Wojnie Ojczyźnianej 1941–1945”
- Medal „Za obronę Stalingradu”
- Medal „Za wyzwolenie Warszawy”
- Medal jubileuszowy „XX lat Robotniczo-Chłopskiej Armii Czerwonej”
- Medal „Weteran Sił Zbrojnych ZSRR”